# Дуги марш 3Б
Дуги марш 3Б (кин: 长征三号乙火箭) је кинеска орбитална ракета-носач. Први лет ракете догодио се 1996. године са Лансирног комплекса 2 свемирског центра у Сичану, који се налази у кинеској провинцији Сичуан, и овај тип ракете и данас користи исти лансирни комплекс. Ракета користи четири додатна ракетна мотора погоњена течним горивом при полетању, и тренутно је најмоћнија ракета-носач целе фамилије ракета Дуги марш (до увођења ракете Дуги марш 5, планираног за 2015. годину). Углавном се користи за лансирање сателита у геостационарну орбиту, као и при лансирањима истраживачких свемирских летелица.
Унапређена верзија ракете – Дуги марш 3Б/Е, уведена је у употребу 2007. године, како би ракета могла да достави сателите веће масе у високе орбите око Земље. Ракета Дуги марш 3Б послужила је као основа за развој лакшег носача Дуги марш 3Ц, који је исте конфигурације, али са два додатна ракетна мотора на течно гориво, уместо четири.

## Сличне ракете-носачи
- Аријана 6
- Фалкон 9 v1.1
- Атлас V
- Делта IV
- Зенит
- Протон
- Ангара А5